# Ministri del commercio internazionale della Repubblica Italiana
I ministri del commercio internazionale della Repubblica Italiana si sono avvicendati dal 1946 al 2001 e nuovamente dal 2006 al 2008, quando le funzioni del dicastero confluirono definitivamente nel Ministero dello sviluppo economico.

## Lista
| Ministro                                          | Ministro         | Ministro                                 | Partito                                 | Governo          | Mandato          | Mandato          | Leg.            |
| Ministro                                          | Ministro         | Ministro                                 | Partito                                 | Governo          | Inizio           | Fine             | Leg.            |
| ------------------------------------------------- | ---------------- | ---------------------------------------- | --------------------------------------- | ---------------- | ---------------- | ---------------- | --------------- |
| Commercio con l'estero                            |                  |                                          |                                         |                  |                  |                  |                 |
|                                                   |                  | Pietro Campilli (1891-1974)              | Democrazia Cristiana                    | De Gasperi II    | 14 luglio 1946   | 2 febbraio 1947  | AC              |
|                                                   |                  | Ezio Vanoni (1903-1956)                  | Democrazia Cristiana                    | De Gasperi III   | 2 febbraio 1947  | 1º giugno 1947   | AC              |
|                                                   |                  | Cesare Merzagora (1898-1991)             | Indipendente                            | De Gasperi IV    | 1º giugno 1947   | 24 maggio 1948   | AC              |
| De Gasperi V                                      | 24 maggio 1948   | Cesare Merzagora (1898-1991)             | Indipendente                            | 1º aprile 1949   | I                |                  |                 |
|                                                   |                  | Giovanni Battista Bertone (1874-1969)    | Democrazia Cristiana                    | 1º aprile 1949   | I                | 28 gennaio 1950  |                 |
|                                                   |                  | Ivan Matteo Lombardo (1902-1980)         | Partito Socialista Democratico Italiano | De Gasperi VI    | I                | 28 gennaio 1950  | 5 aprile 1951   |
|                                                   |                  | Ugo La Malfa (1903-1979)                 | Partito Repubblicano Italiano           | De Gasperi VI    | I                | 5 aprile 1951    | 26 luglio 1951  |
| De Gasperi VII                                    | 26 luglio 1951   | Ugo La Malfa (1903-1979)                 | Partito Repubblicano Italiano           | 16 luglio 1953   | I                |                  |                 |
|                                                   |                  | Paolo Emilio Taviani (1912-2001)         | Democrazia Cristiana                    | De Gasperi VIII  | 16 luglio 1953   | 17 agosto 1953   | II              |
|                                                   |                  | Costantino Bresciani Turroni (1882-1963) | Democrazia Cristiana                    | Pella            | 17 agosto 1953   | 19 gennaio 1954  | II              |
|                                                   |                  | Giordano Dell'Amore (1902-1981)          | Democrazia Cristiana                    | Fanfani I        | 19 gennaio 1954  | 10 febbraio 1954 | II              |
|                                                   |                  | Mario Martinelli (1906-2001)             | Democrazia Cristiana                    | Scelba           | 10 febbraio 1954 | 6 luglio 1955    | II              |
|                                                   |                  | Bernardo Mattarella (1905-1971)          | Democrazia Cristiana                    | Segni I          | 6 luglio 1955    | 20 maggio 1957   | II              |
|                                                   |                  | Guido Carli (1914-1993)                  | Democrazia Cristiana                    | Zoli             | 20 maggio 1957   | 2 luglio 1958    | II              |
|                                                   |                  | Emilio Colombo (1920-2013)               | Democrazia Cristiana                    | Fanfani II       | 2 luglio 1958    | 16 febbraio 1959 | III             |
|                                                   |                  | Dino Del Bo (1916-1991)                  | Democrazia Cristiana                    | Segni II         | 16 febbraio 1959 | 26 marzo 1960    | III             |
|                                                   |                  | Mario Martinelli (1906-2001)             | Democrazia Cristiana                    | Tambroni         | 26 marzo 1960    | 27 luglio 1960   | III             |
| Fanfani III                                       | 27 luglio 1960   | Mario Martinelli (1906-2001)             | Democrazia Cristiana                    | 22 febbraio 1962 |                  |                  | III             |
|                                                   |                  | Luigi Preti (1914-2009)                  | Partito Socialista Democratico Italiano | Fanfani IV       | 22 febbraio 1962 | 22 giugno 1963   | III             |
|                                                   |                  | Giuseppe Trabucchi (1904-1975)           | Democrazia Cristiana                    | Leone I          | 22 giugno 1963   | 5 dicembre 1963  | IV              |
|                                                   |                  | Bernardo Mattarella (1905-1971)          | Democrazia Cristiana                    | Moro I           | 5 dicembre 1963  | 23 luglio 1964   | IV              |
| Moro II                                           | 23 luglio 1964   | Bernardo Mattarella (1905-1971)          | Democrazia Cristiana                    | 24 febbraio 1966 |                  |                  | IV              |
|                                                   |                  | Giusto Tolloy (1907-1987)                | Partito Socialista Italiano             | Moro III         | 24 febbraio 1966 | 25 giugno 1968   | IV              |
|                                                   |                  | Carlo Russo (1920-2007)                  | Democrazia Cristiana                    | Leone II         | 25 giugno 1968   | 13 dicembre 1968 | V               |
|                                                   |                  | Vittorino Colombo (1925-1996)            | Democrazia Cristiana                    | Rumor I          | 13 dicembre 1968 | 6 agosto 1969    | V               |
|                                                   |                  | Riccardo Misasi (1932-2000)              | Democrazia Cristiana                    | Rumor II         | 6 agosto 1969    | 28 marzo 1970    | V               |
|                                                   |                  | Mario Zagari (1913-1996)                 | Partito Socialista Italiano             | Rumor III        | 28 marzo 1970    | 6 agosto 1970    | V               |
| Colombo                                           | 6 agosto 1970    | Mario Zagari (1913-1996)                 | Partito Socialista Italiano             | 18 febbraio 1972 |                  |                  | V               |
|                                                   |                  | Camillo Ripamonti (1919-2007)            | Democrazia Cristiana                    | Andreotti I      | 18 febbraio 1972 | 26 giugno 1972   | V               |
|                                                   |                  | Matteo Matteotti (1921-2000)             | Partito Socialista Democratico Italiano | Andreotti II     | 26 giugno 1972   | 8 luglio 1973    | VI              |
| Rumor IV                                          | 8 luglio 1973    | Matteo Matteotti (1921-2000)             | Partito Socialista Democratico Italiano | 15 marzo 1974    |                  |                  | VI              |
| Rumor V                                           | 15 marzo 1974    | Matteo Matteotti (1921-2000)             | Partito Socialista Democratico Italiano | 23 novembre 1974 |                  |                  | VI              |
|                                                   |                  | Ciriaco De Mita (1928-2022)              | Democrazia Cristiana                    | Moro IV          | 23 novembre 1974 | 12 febbraio 1976 | VI              |
| Moro V                                            | 12 febbraio 1976 | Ciriaco De Mita (1928-2022)              | Democrazia Cristiana                    | 30 luglio 1976   |                  |                  | VI              |
|                                                   |                  | Rinaldo Ossola (1913-1990)               | Indipendente                            | Andreotti III    | 30 luglio 1976   | 13 marzo 1978    | VII             |
| Andreotti IV                                      | 13 marzo 1978    | Rinaldo Ossola (1913-1990)               | Indipendente                            | 21 marzo 1979    |                  |                  | VII             |
|                                                   |                  | Gaetano Stammati (1908-2002)             | Democrazia Cristiana                    | Andreotti V      | 21 marzo 1979    | 5 agosto 1979    | VII             |
| Cossiga I                                         | 5 agosto 1979    | Gaetano Stammati (1908-2002)             | Democrazia Cristiana                    | 4 aprile 1980    | VIII             |                  |                 |
|                                                   |                  | Enrico Manca (1931-2011)                 | Partito Socialista Italiano             | Cossiga II       | VIII             | 4 aprile 1980    | 18 ottobre 1980 |
| Forlani                                           | 18 ottobre 1980  | Enrico Manca (1931-2011)                 | Partito Socialista Italiano             | 29 giugno 1981   | VIII             |                  |                 |
|                                                   |                  | Nicola Capria (1932-2009)                | Partito Socialista Italiano             | Spadolini I      | VIII             | 29 giugno 1981   | 23 agosto 1982  |
| Spadolini II                                      | 23 agosto 1982   | Nicola Capria (1932-2009)                | Partito Socialista Italiano             | 2 dicembre 1982  | VIII             |                  |                 |
| Fanfani V                                         | 2 dicembre 1982  | Nicola Capria (1932-2009)                | Partito Socialista Italiano             | 4 agosto 1983    | VIII             |                  |                 |
| Craxi I                                           | 4 agosto 1983    | Nicola Capria (1932-2009)                | Partito Socialista Italiano             | 1º agosto 1986   | IX               |                  |                 |
|                                                   |                  | Rino Formica (1927)                      | Partito Socialista Italiano             | Craxi II         | IX               | 1º agosto 1986   | 18 aprile 1987  |
|                                                   |                  | Mario Sarcinelli (1934)                  | Indipendente                            | Fanfani VI       | IX               | 18 aprile 1987   | 29 luglio 1987  |
|                                                   |                  | Renato Ruggiero (1930-2013)              | Partito Socialista Italiano             | Goria            | 29 luglio 1987   | 13 aprile 1988   | X               |
| De Mita                                           | 13 aprile 1988   | Renato Ruggiero (1930-2013)              | Partito Socialista Italiano             | 23 luglio 1989   |                  |                  | X               |
| Andreotti VI                                      | 23 luglio 1989   | Renato Ruggiero (1930-2013)              | Partito Socialista Italiano             | 13 aprile 1991   |                  |                  | X               |
|                                                   |                  | Vito Lattanzio (1926-2010)               | Democrazia Cristiana                    | Andreotti VII    | 13 aprile 1991   | 28 giugno 1992   | X               |
|                                                   |                  | Claudio Vitalone (1936-2008)             | Democrazia Cristiana                    | Amato I          | 28 giugno 1992   | 29 aprile 1993   | XI              |
|                                                   |                  | Paolo Baratta (1939)                     | Indipendente                            | Ciampi           | 29 aprile 1993   | 11 maggio 1994   | XI              |
|                                                   |                  | Giorgio Bernini (1928-2020)              | Forza Italia                            | Berlusconi I     | 11 maggio 1994   | 17 gennaio 1995  | XII             |
|                                                   |                  | Alberto Clò (1947)                       | Indipendente                            | Dini             | 17 gennaio 1995  | 18 maggio 1996   | XII             |
|                                                   |                  | Augusto Fantozzi (1940-2019)             | Rinnovamento Italiano                   | Prodi I          | 18 maggio 1996   | 21 ottobre 1998  | XIII            |
|                                                   |                  | Piero Fassino (1949)                     | Democratici di Sinistra                 | D'Alema I        | 21 ottobre 1998  | 22 dicembre 1999 | XIII            |
| D'Alema II                                        | 22 dicembre 1999 | Piero Fassino (1949)                     | Democratici di Sinistra                 | 26 aprile 2000   |                  |                  | XIII            |
|                                                   |                  | Enrico Letta (1966)                      | Partito Popolare Italiano               | Amato II         | 26 aprile 2000   | 11 giugno 2001   | XIII            |
| Accorpato nel Ministero delle attività produttive |                  |                                          |                                         |                  |                  |                  |                 |
| Commercio internazionale                          |                  |                                          |                                         |                  |                  |                  |                 |
|                                                   |                  | Emma Bonino (1948)                       | Rosa nel Pugno                          | Prodi II         | 17 maggio 2006   | 8 maggio 2008    | XV              |
| Accorpato nel Ministero dello sviluppo economico  |                  |                                          |                                         |                  |                  |                  |                 |